# Sol-gel
Sol-gel är en våtkemisk metod för att framställa material, ofta använd inom materialvetenskap och keramikteknik. Sol-gel bygger på att de olika utgångsämnena blandas i lösning och sedan bringas att binda till varandra så att ett nätverk, en gel, bildas. Gelen bränns sedan till den önskade oxiden. Om man gör det här på rätt sätt kan den goda blandningen av molekylerna i lösningen bevaras hela vägen till oxiden, något som är oerhört viktigt för materialets egenskaper. I sol-gelsyntes är valet av utgångsämnen mycket viktigt. Det finns många att välja på, men de i många avseenden överlägsna är alkoxiderna, dvs  föreningar av en metall och en alkohol, och de är ofta mycket reaktiva.
Molekyler i lösning → sol → gel → oxid.
Molekylerna blandas i lösning och bringas sedan att reagera med varandra. Först bildas en sol, det vill säga små partiklar som svävar i lösningen, sedan en gel som bränns till oxid.

## Alkoxider
Metallalkoxider tillhör gruppen metallorganiska föreningar. Metallalkoxider (skrivs ROM) är som alkoholer (R-OH) med en metallatom M som ersätter väte H i hydroxylgruppen. De utgör den grupp prekursor som används mest. En välstuderad alkoxid är kiseltetraetoxid eller tetraetylbly orthosilicat. Dessa är idealiska för sol-gel eftersom de lätt reagerar med vatten.

## Tillämpningar
De tillämpningar som rör sol gel-produkter är många. Till exempel så har forskarna använt det för att producera världens lättaste material och också den hårdaste och tåligaste keramiken. En av det största användningsområdena är tunna filmer, som kan tillverkas på en bit substrat genom spin coating. Skyddande och dekorativa färger och elektro-optiska komponenter kan användas på glas, metall och andra typer av substrat med dessa metoder. Inom fordonsindustrin används sol-geler baserat på silaner för att belägga anodiserade aluminiumdetaljer såsom dekorlister med en film som skyddar aluminiumet mot basiska, salta och sura ämnen som annars kan skada detaljen. Dessa kan appliceras genom högtrycksspray, elektrostatisk klocka, doppning eller elektrolytiskt bad.

## Nanoskaliga pulver
Ultrafina och enhetliga keramiska pulver kan bildas av bottenfällning. Dessa pulver av ensamma och multipla kompositioner kan produceras på nanonivå för tand- och biomedicinska tillämpningar. Kompositpulver har patenteras för användning som jordbrukskemikalier och ogräsmedel.
En annan användning av bio-oorganiska hybridmaterial är för att fånga biomolekyler som i en fälla för senorisk eller katalytiska ändamål genom att bilda det oorganiska materialet runt biomolekylen och fysiskt eller kemiskt hindra dem från att läcka ut.